# Steeneichthys plesiopsus
Steeneichthys plesiopsus är en fiskart som beskrevs av Allen och Randall, 1985. Steeneichthys plesiopsus ingår i släktet Steeneichthys och familjen Plesiopidae. Inga underarter finns listade i Catalogue of Life.